# NGC 4526
NGC 4526 هي مجرة محدبة تقع في كوكبة العذراء. تنتمي إلى مجموعةعنقود العذراء المجري وهي واحدة من ألمع المجرات المحدبة المعروفة. في هالة المجرة الخارجية تشير السرعات المدارية العنقودية الكروية إلى وجود نقص غير طبيعي للمادة المظلمة: فقط 43 ± 18٪ من الكتلة ضمن 0.5 من نصف القطر الضوئي الفعال.
النواة الداخلية لهذه المجرة تظهر زيادة في الحركة المدارية النجمية التي تشير إلى وجود كتلة مظلمة مركزية. أفضل نموذج مناسب لحركة الغاز الجزيئي في المنطقة المركزية يشير إلى وجود ثقب أسود هائل مع ما يقارب من 4.5+4.2
−3.0×108 (450 مليون) كتلة شمسية. وهذة المجرة أول جرم تقدر كتلة ثقبة الأسود من خلال قياس دوران جزيئات الغاز حول مركزه باستخدام مقياس تداخل فلكي. (في هذه الحالة من خلال المصفوفة المجمعة للأبحاث في علم فلك الموجة المليمترية).
اكتشف مستعر أعظم SN 1969E عام 1969 في هذه المجرة بلغ ذروة قدرها 16. في عام 1994 تم اكتشاف مستعر أعظم من النوع 1a قبل حوالي أسبوعين من وصولة إلى ذروة سطوعه محدد بالاسم مستعر أعظم SN 1994D وكان سببه انفجار نجم قزم أبيض يتكون من الكربون والأكسجين.

## صور

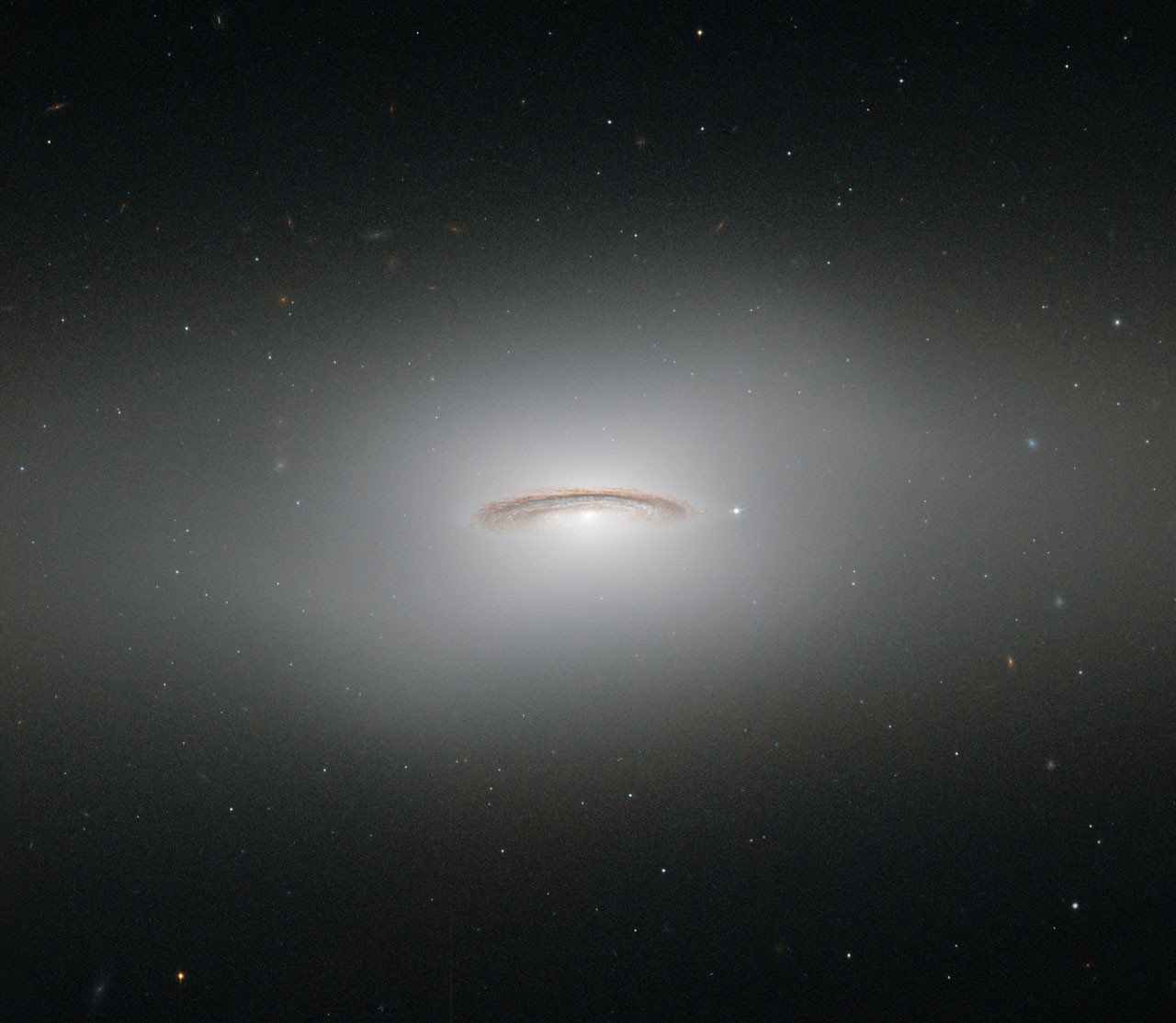
NGC 4526 صورة من مرصد هابل الفضائي

## وصلات خارجية
- NGC 4526 على موقع ويكي سكاي: DSS2, SDSS, GALEX, IRAS, Hydrogen α, X-Ray, Astrophoto, Sky Map, Articles and images